# Herbert Malsbender
Herbert Malsbender (* 13. Juni 1914 in Hohenlimburg; † 10. Februar 2003 in Vlotho) war ein deutscher Schauspieler und Hörspielsprecher.

## Leben
Der 1914 geborene Herbert Malsbender hatte sein erstes Engagement 1937 am Theater Hof, wo er, nach eigenen Aussagen, innerhalb eines Jahres 15 Rollen spielen musste. Nach dem Zweiten Weltkrieg folgten Auftritte an den Bühnen der Stadt Gera. Danach arbeitete er von 1946 bis 1952 in Berlin am Theater am Schiffbauerdamm und anschließend bis 1961 an der Volksbühne Berlin. Der im West-Berliner Bezirk Charlottenburg wohnende Schauspieler konnte außerdem bis Anfang der 1960er Jahre durch maßgebliche Rollen bei der DEFA, beim Fernsehen in der DDR hervortreten. Nach dem Bau der Berliner Mauer brach er seine Aktivitäten im Ostteil Berlins sofort ab und setzte seine Tätigkeiten in der Bundesrepublik fort, wo er bis in die 1970er Jahre an allen Theatern Hannovers wirkte, während er in mit seiner Frau in Springe lebte. Weiterhin spielte er am Theater in Essen sowie beim Film und Fernsehen. Ab 1977 lebte er in Uffeln, einem Ortsteil Vlothos und führte an der dortigen Grundschule viele Kinder, mit einer Theatergruppe, an die Schauspielkunst heran. Auch den Senioren des Ortes bereitete er mit dem Vortragen selbst geschriebener Gedichte schöne Abende.

## Filmografie
- 1948: Affaire Blum
- 1949: Rotation
- 1953: Geheimakten Solvay
- 1957: Polonia-Express
- 1959: Weimarer Pitaval: Der Fall Harry Domela (Fernsehreihe)
- 1962: Das Fernsehgericht tagt (Fernsehserie, 3 Episoden)
- 1963: Hafenpolizei (Fernsehserie, 1 Episode)
- 1964: Polizeirevier Davidswache
- 1968: Bürgerkrieg in Rußland (Fernsehfünfteiler, 1 Episode)

## Theater
- 1946: William Shakespeare: Viel Lärm um Nichts (Boccaccio) – Regie: Fritz Wisten (Theater am Schiffbauerdamm Berlin)
- 1947: Hans Weigel: Barabas oder Der 50. Geburtstag – Regie: Franz Reichert (Theater am Schiffbauerdamm Berlin)
- 1947: Armin-Gerd Kuckhoff / Marie Otto nach Brüder Grimm: König Drosselbart (König Drosselbart) – Regie: Hilde Körber (Märchentheater der Stadt Berlin)
- 1947: Lew Scheinin: Oberst Kusmin – Regie: Robert Trösch (Theater am Schiffbauerdamm Berlin)
- 1949: Samuil Marschak: Die zwölf Monate (Dezember) – Regie: Inge von Wangenheim (Märchentheater der Stadt Berlin)
- 1950: Alfred Neumann: Der Brauthandel – Regie: Kurt Jung-Alsen (Theater am Schiffbauerdamm Berlin)
- 1950: Henrik Ibsen: Die Stützen der Gesellschaft (Sandstat) – Regie: ? (Theater am Schiffbauerdamm Berlin)
- 1951: Herb Tank: Tanker Nebraska (Doktor) – Regie: Kurt Jung-Alsen (Theater am Schiffbauerdamm Berlin)
- 1951: Ulrich Wendler nach Jewgeni Schwarz: Das Spiel von der verlorenen Zeit (Zeitdieb) – Regie: Hedda Zinner (Märchentheater der Stadt Berlin)
- 1955: Arnold Zweig: Bonaparte in Jaffa (General) – Regie: Kurt Jung-Alsen (Volksbühne Berlin)
- 1956: William Shakespeare: Ein Sommernachtstraum (Höfling) – Regie: Fritz Wisten (Volksbühne Berlin)
- 1956: Jean-Paul Sartre: Nekrassow (Verwaltungsratsmitglied) – Regie: Fritz Wisten (Volksbühne Berlin)
- 1956: George Bernard Shaw: Die heilige Johanna (Gerichtsmitglied) – Regie: Walther Suessenguth (Berliner Volksbühne)
- 1957: Gerhart Hauptmann: Die Weber – Regie: Ernst Kahler (Volksbühne Berlin)
- 1959: Hedda Zinner: Was wäre, wenn …?  (Filmmitarbeiter) – Regie: Otto Tausig (Volksbühne Berlin)
- 1960: William Shakespeare: Die Komödie der Irrungen – Regie: Otto Tausig (Volksbühne Berlin)
- 1963: Henrik Ibsen: Nora oder ein Puppenheim (Nils Krogstad) – Regie: ? (Landesbühne Hannover)
- 1970: Eugène Scribe: Das Glas Wasser – Regie: Reinhold Rüdiger (Tournee-Theater Thespiskarren Hannover)

## Hörspiele
- 1948: Kurt Tucholsky: Wo kommen die Löcher im Käse her? – Regie: Friedrich Joloff (Hörspiel – RIAS Berlin)
- 1948: Karl-Heinz Gies: Mister Smith narrt das Schicksal  – Regie: ? (Kurzhörspiel – RIAS Berlin)
- 1948: O. Henry: Lösegeld für den roten Häuptling – Regie: Friedrich Joloff (Kurzhörspiel – RIAS Berlin)
- 1950: Christian Bock: Besondere Kennzeichen? (Fußgänger) – Regie: Hanns Korngiebel (Hörspiel – RIAS Berlin)